# Pristimantis llojsintuta
Espèce
Synonymes
- Eleutherodactylus llojsintuta Köhler & Lötters, 1999

Statut de conservation UICN

 LC  : Préoccupation mineure
Pristimantis llojsintuta est une espèce d'amphibiens de la famille des Craugastoridae.

## Répartition
Cette espèce est endémique de Bolivie. Elle se rencontre dans les départements de Cochabamba et de Santa Cruz de 2 000 à 2 200 m d'altitude sur le versant Nord-Est de la cordillère des Andes.

## Publication originale
- Köhler & Lötters, 1999 : New species of the Eleutherodactylus unistrigatus group (Amphibia: Anura: Leptodactylidae) from montane rain forest of Bolivia. Copeia, vol. 1999, no 2, p. 422-427.